# Sciaphobus
Sciaphobus är ett släkte av skalbaggar som beskrevs av Daniel 1904. Sciaphobus ingår i familjen vivlar.

## Dottertaxa tillSciaphobus, i alfabetisk ordning[1][2]
- Sciaphobus alternans
- Sciaphobus balcanicus
- Sciaphobus barbatulus
- Sciaphobus beckeri
- Sciaphobus caesius
- Sciaphobus cinereus
- Sciaphobus curvimanus
- Sciaphobus dalmatinus
- Sciaphobus globipennis
- Sciaphobus haagi
- Sciaphobus heteromorphus
- Sciaphobus megalopsis
- Sciaphobus merkli
- Sciaphobus mulleri
- Sciaphobus ningnidus
- Sciaphobus ovalipennis
- Sciaphobus paliuri
- Sciaphobus polydrosinus
- Sciaphobus psittacinus
- Sciaphobus rasus
- Sciaphobus reitteri
- Sciaphobus rubi
- Sciaphobus scheibeli
- Sciaphobus scitulus
- Sciaphobus setosulus
- Sciaphobus smaragdinus
- Sciaphobus squalidus
- Sciaphobus subdentatus
- Sciaphobus subnudus
- Sciaphobus vittatus